# Kayak Island
Kayak Island is een onbewoond eiland in de Golf van Alaska. Het is zo'n 30 kilometer lang en 3 km breed. Het hoort bij de Verenigde Staten van Amerika, en is deel van de staat Alaska.
Dit eilandje werd als eerste van Alaska ontdekt door de Deen Vitus Bering in Russische dienst op 20 augustus 1741. Het eiland is onbewoond. Dieren die er leven zijn onder andere beren en vossen.
Het St. Elias-gebergte dat de op op een na hoogste berg van de Verenigde Staten omvat, Mount Logan, van 5.959 meter hoog, is waarschijnlijk vernoemd naar de opvallende kaap op de zuidoostelijke punt van het eiland. Deze opvallende kaap, Cape Saint Elias is echter maar ongeveer 350 meter hoog.